# 1909년 프로방스 지진

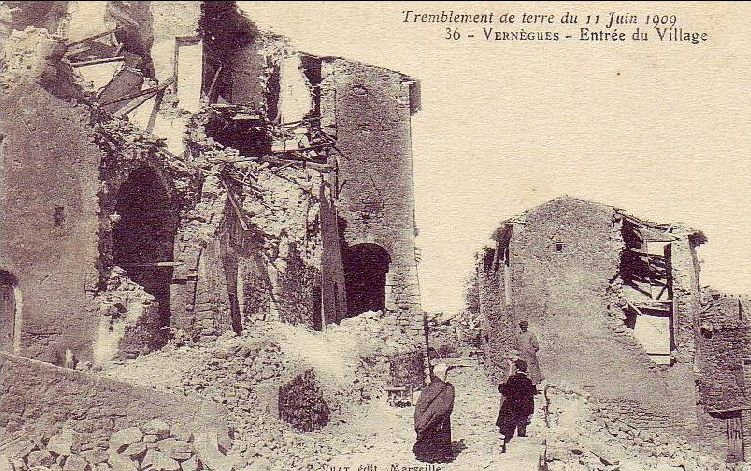
지진 이후의 베르네그

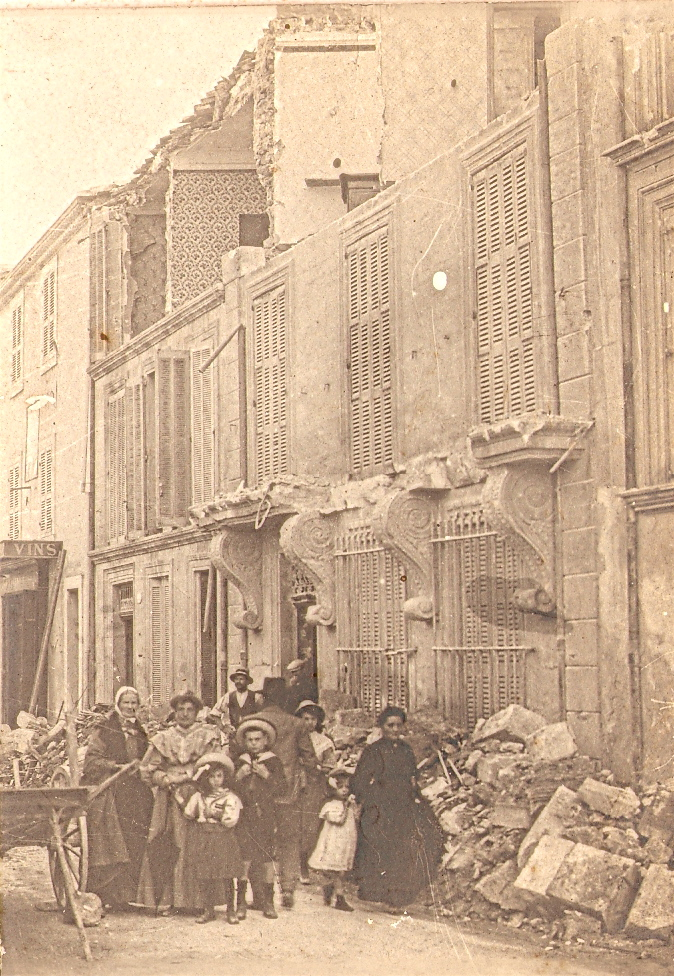
지진 이후 살롱드프로방스의 거리

1909년 프로방스 지진은 6월 11일 프로방스에서 발생한 지진이다. 표면파 규모 6.2로, 1564년 7월 20일 발생한 로크빌리예 지진 이후 프랑스 본토에서 기록된 지진 중 가장 큰 규모이다.

## 지진
이 지진의 흔들림은 프랑스 남부 전역과 멀리로는 이탈리아 제노바와 프랑스 남단 페르피냥에서까지 느껴졌다.
총 46명이 사망하고 250명이 부상을 입었으며 약 2,000채의 건물이 손상되었다. 가장 큰 피해를 입은 코뮌은 살롱드프로방스, 베르네그, 랑베스크, 생칸나, 로뉴였다.
로뉴에서는 14명이 사망했으며, 특히 르 푸사 언덕 비탈의 주택들이 절반 가량 파괴되었다. 주민들은 다른 언덕(르 데뱅)과 초등학교 근처의 텐트 아래로 재배치되었다. 본진은 오후 9시 15분에 발생했다. 만약 지진이 한 시간 뒤에 발생했다면 더 많은 사람들이 침대에 있었을 것이고, 더 많은 사상자가 발생했을 것이다.
베르네그 성과 베르네그의 대부분의 주택이 파괴되었다. 이 마을에서 두 명이 사망했으며, 이후 낮은 고도에 재건되었다.

## 같이 보기
- 1909년 지진
- 프랑스의 지진 목록
- 1909년 베나벤테 지진

## 참고 문헌
- Marin, S. (2004), “A Probabilistic Approach to Seismic Hazard in Metropolitan France” (PDF), 《Bulletin of the Seismological Society of America》 94 (6): 2137–2163, Bibcode:2004BuSSA..94.2137M, doi:10.1785/0120030232